# Jingadawa
Jingadawa (en népalais : जिङ्गदवा) est un comité de développement villageois du Népal situé dans le district de Sarlahi. Au recensement de 2011, il comptait 4 284 habitants.